# Бобрувко (Суленцинський повіт)
Бобрувко (пол. Bobrówko) — село в Польщі, у гміні Тожим Суленцинського повіту Любуського воєводства.
Населення — 86 осіб (2011).
У 1975-1998 роках село належало до Зеленогурського воєводства.

## Демографія
Демографічна структура станом на 31 березня 2011 року:
|          | Загалом | Допрацездатний вік | Працездатний вік | Постпрацездатний вік |
| -------- | ------- | ------------------ | ---------------- | -------------------- |
| Чоловіки | 40      | 7                  | 27               | 6                    |
| Жінки    | 46      | 8                  | 29               | 9                    |
| Разом    | 86      | 15                 | 56               | 15                   |